# 1947年波蘭議會選舉
1947年1月19日，波兰举行了二战后的第一场选举。根据选举结果，由波兰工人党领导的民主联盟，成員包括波兰社会党、人民黨「人民意志」、民主黨和其他独立参选人，获得了多达80.1%的选票和立法议会444个席位中的394个；而最大的反对党波蘭人民黨则获得了28个席位。然而，整场选举之中充满暴力活动，反对波兰工人党的反对派候选人和政治家受到亲共的民兵迫害。选举结果也受到操控；反对党派声称，若选举以公平的方式举行，它们将以压倒性优势赢得选举。
这次选举给了苏联与共产党主導的波兰卫星政府足夠的合法性；可以声称波兰是“自由和民主的”，从而使波兰得以签署联合国宪章并加入联合国。

## 背景
1946年时波兰处于苏联及其代理人波兰工人党的控制之下。1946年，共产党通过操纵“3×YES公投”和以其亲纳粹立场为借口禁止所有右翼政党。1947年时，唯一的反对党派为斯坦尼斯瓦夫·米科瓦伊奇克所领导的波兰人民党。

## 竞选活动
反对党派候选人和政治活动家在选举日之前一直受到迫害；只有波蘭工人黨及其盟友才不被迫害而自由选举；选举结果是偽造的；在实际投票及统计选票之前很久，被指派的政府官員早已知道结果。
真正的选举结果不为人知。有些地方的投票箱选票没统计就被销毁了；或者被换成了装满准备好的选票的箱子。选举部门只是按照苏联和人民党的指示在相关文件中填写数字而敷衍了事，甚至懒得去计算真正的開票结果。
一篇当时报道波兰选举的《时代》周刊文章指出：“在一种带有恐怖色彩之中，波兰展开了一场全国性的选举，時間是十天。到上週，大多数反对党派的候选人被捕，反对派的选民或多或少地被秘密警察恐吓，他们的名字被从投票名单中删除，并被逮捕。波兰工人党大胆预测会取得『压倒性胜利』。”历史学家皮奥特·沃贝尔（Piotr Wrobel）写道，在波兰共产党统治的四十年中，这次选举是“运用恐怖手段最多的一次，其恐怖程度远远多于四十年中任何一次”。

## 选举结果
| 政党                      | 政党               | 票数       | %      | 席数 |
| ------------------------- | ------------------ | ---------- | ------ | ---- |
|                           | 民主联盟           | 9,003,682  | 80.07  | 394  |
|                           | 波兰人民党         | 1,154,847  | 10.27  | 28   |
|                           | 工党               | 530,979    | 4.72   | 12   |
|                           | 波兰人民党“新解放” | 397,754    | 3.54   | 7    |
|                           | 独立参选人         | 157,611    | 1.40   | 3    |
| 总共                      | 总共               | 11,244,873 | 100.00 | 444  |
|                           |                    |            |        |      |
| 有效票数                  | 有效票数           | 11,244,873 | 99.15  |      |
| 无效及空白票数            | 无效及空白票数     | 96,610     | 0.85   |      |
| 总票数                    | 总票数             | 11,341,483 | 100.00 |      |
| 已登记选民／投票率        | 已登记选民／投票率 | 12,701,058 | 89.30  |      |
| 资料来源：Nohlen & Stöver |                    |            |        |      |